# Haus Rath (Düren)

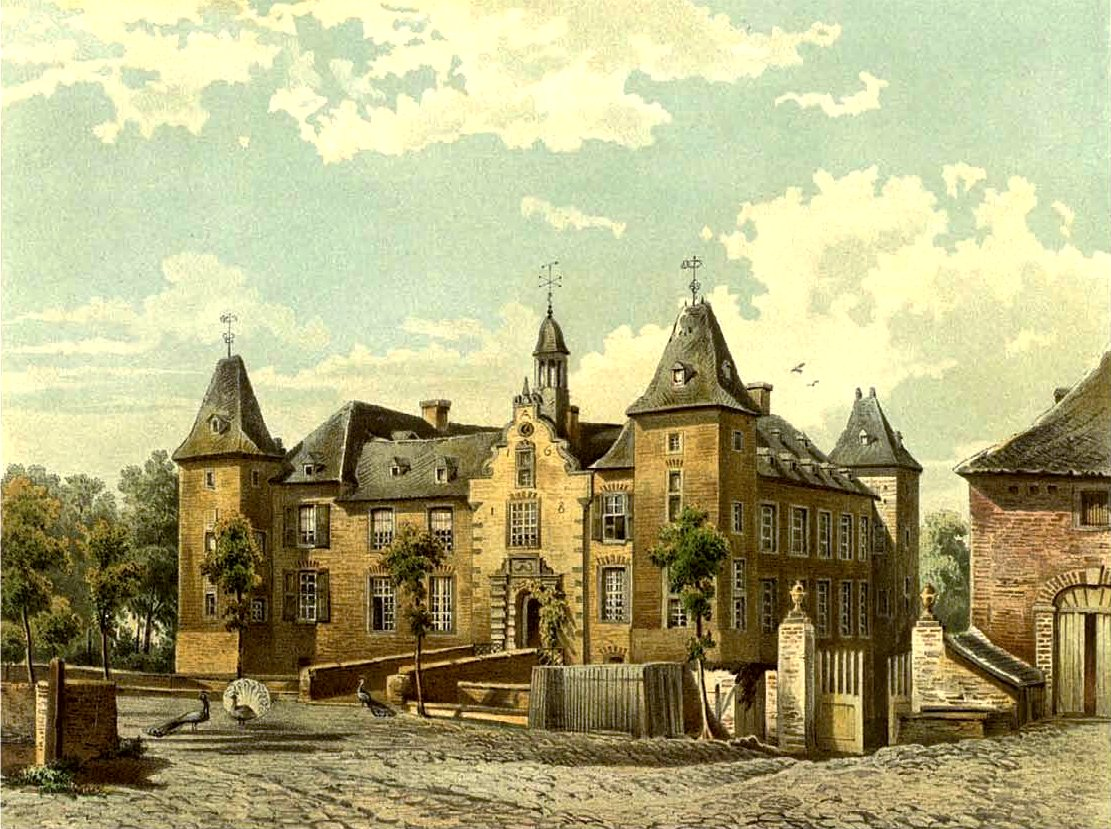
Haus Rath um 1860, Sammlung Alexander Duncker

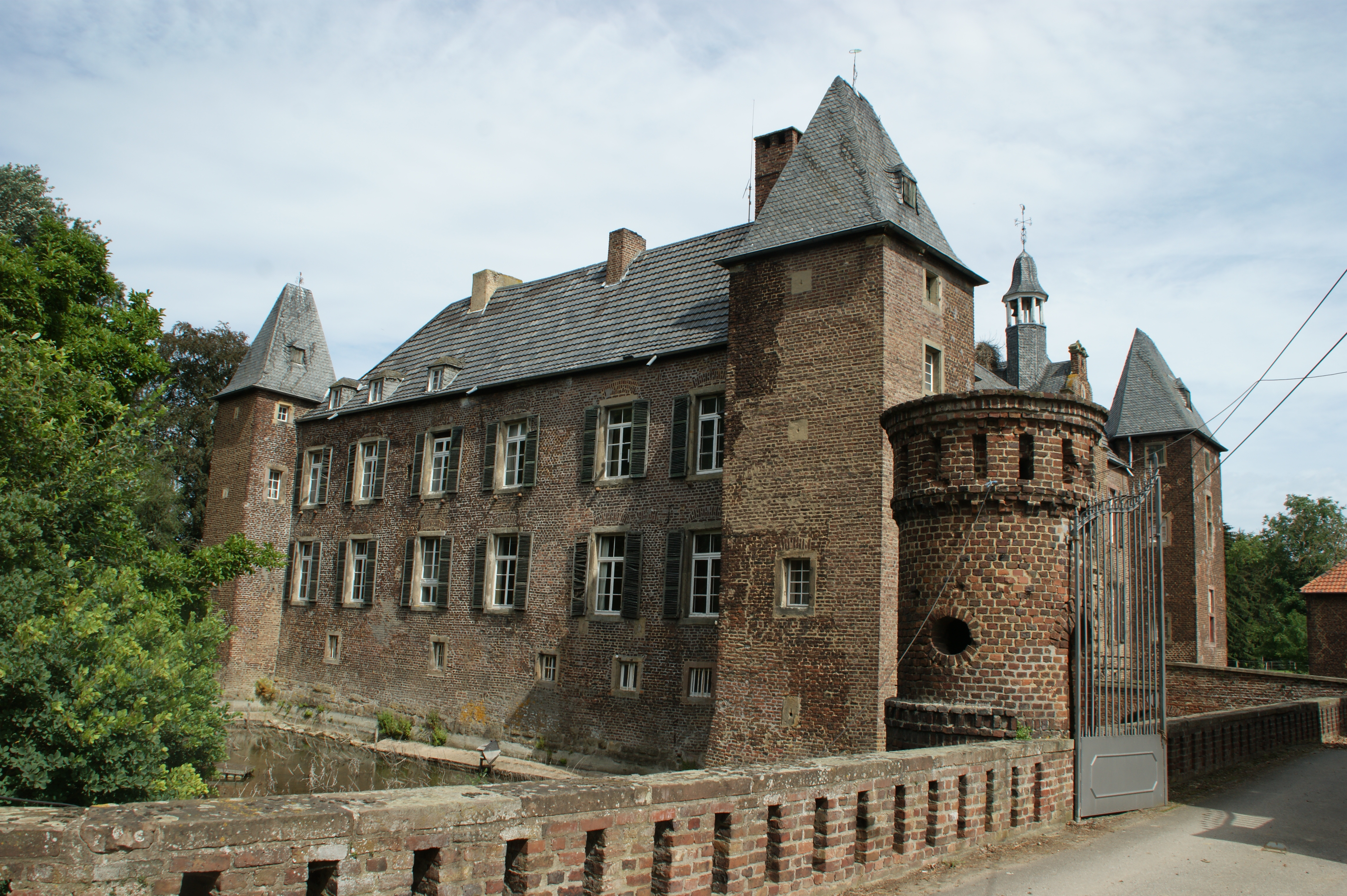
Das Herrenhaus

Das Haus Rath ist ein Herrensitz bei Arnoldsweiler, einem Stadtteil von Düren in Nordrhein-Westfalen.

## Geschichte
Es liegt nordöstlich des Ortes Arnoldsweiler in der Nähe des Ellebaches. Die Geschichte des Herrensitzes reicht bis ins 16. Jahrhundert zurück. Der fränkische Rode-Name lässt aber schon auf eine frühere Besiedelung schließen.
Der Adelssitz war im Besitz der Freiherren Spies von Büllesheim. Von 1813 bis 2007 war die von Wassergräben umgebene Anlage im Besitz der Freiherren von Bourscheidt.
Die Geschichte dieses Hauses ist seit Mitte des 16. Jahrhunderts belegbar. In dieser Zeit wird ein Johann von Raedt als Besitzer des Hauses Rath genannt. Seine Erben, seine Tochter Katharina und ihr Mann Peter Iven, verkauften den Besitz um 1583 an die Vormünder der Sofia von Stepprath.
Von diesen Vormündern muss der jülichsche Kanzler Niclas von der Broel († 1598), aus der Familie Print von Horchheim, das Gut erworben haben.
Sein Sohn Reinhard, vermählt mit einer Overacker, starb im Jahre 1638 kinderlos. Er gab dem Herrenhaus nach den daran befindlichen Jahreszahlen 1616 und 1637 im Wesentlichen die jetzige Gestalt. Durch die Heiraten seiner beiden Schwestern mit Wilhelm Spies von Büllesheim und Edmund von Metternich zu Sommersberg wurden die letzteren gemeinschaftlichen Besitzer. Aber schon die Kinder von Wilhelm Spies scheinen die Metternichsche Hälfte zurückgekauft haben. Somit blieb Haus Rath über 170 Jahre in Familienbesitz. Freiherr Karl Johann Hugo von Spies, vermählt mit Maria Josefine von Vlatten, ließ zwischen 1725 und 1740 Herrenhaus und Wirtschaftshof gründlich renovieren.
Im Jahre 1813 gelangte Haus Rath durch den Kauf in den Besitz des Freiherrn Franz Nikolaus von Bourscheidt und nach dessen Tod 1833 in den Besitz seines Sohnes Friedrich von Bourscheidt. Seit 2007 war Goswin Richrath, Besitzer eines Obsthofes in Birkesdorf, Eigentümer. Seit dem 1. Oktober 2019 ist das Gelände an einen neuen Besitzer verkauft worden.
Das Herrenhaus mit Vorburg und Wirtschaftshof gehört mit seinen Backsteinbauten und der weitgehend barocken Ausstattung zu den eindrucksvollsten profanen Bauzeugnissen im Kreis Düren.